# روب أشفورد
روب أشفورد (بالإنجليزية: Rob Ashford)‏ هو راقص أمريكي، ولد في 19 نوفمبر 1959 في أورلاندو في الولايات المتحدة.

## وصلات خارجية
- روب أشفورد على موقع IMDb (الإنجليزية)
- روب أشفورد على موقع قاعدة بيانات برودواي على الإنترنت (الإنجليزية)
- روب أشفورد على موقع قاعدة بيانات برودواي على الإنترنت (الإنجليزية)
- روب أشفورد على موقع قاعدة بيانات الفيلم (الإنجليزية)